# Lysiphlebus
Lysiphlebus is een geslacht van insecten uit de orde vliesvleugeligen (Hymenoptera) en de familie schildwespen (Braconidae).

## Soorten
Deze lijst van 25 stuks is mogelijk niet compleet.
- L. alpinus Stary, 1971
- L. balcanicus Stary, 1998
- L. cardui (Marshall, 1896)
- L. confusus Tremblay & Eady, 1978
- L. desertorum Stary, 1965
- L. dissolutus (Nees, 1811)
- L. distinctus Mackauer, 1960
- L. fabarum (Marshall, 1896)
- L. flavidus Gahan, 1911
- L. fritzmuelleri Mackauer, 1960
- L. hirticornis Mackauer, 1960
- L. hirtus Stary, 1985
- L. hispanus Stary, 1973
- L. ivanovi Mackauer, 1967
- L. knowltoni (Smith, 1944)

- L. koraiensis Stary, 2002
- L. marismortui Mescheloff & Rosen, 1989
- L. melandriicola Stary, 1961
- L. meridionalis Ashmead, 1894
- L. orientalis Stary & Rakhshani, 2010
- L. safavii Stary, 1985
- L. shaanxiensis Chou & Xiang, 1982
- L. testaceipes (Cresson, 1880)
- L. ussuriensis Kiriac, 1979
- L. utahensis (Smith, 1944)